# Кіт Нотарі
Кіт Нотарі (англ. Keith Notary, 22 січня 1960) — американський яхтсмен.
Срібний призер Олімпійських Ігор 1992 року в класі Торнадо.